# 国際連合安全保障理事会決議612
国際連合安全保障理事会決議612（こくさいれんごうあんぜんほしょうりじかいけつぎ612、英: United Nations Security Council Resolution 612）は、1988年5月9日に国際連合安全保障理事会で採択された決議である。イラン・イラク戦争に関係する。
安保理は、国際連合事務総長が戦時中の化学攻撃の調査のために派遣した特命チームの報告を検討し、ジュネーヴ議定書に違反する化学攻撃を非難した。
また、ジュネーヴ議定書の厳守の緊急性を再確認し、両国が化学攻撃を控えることを期待した上で、加盟国に対して、イランとイラクに輸出する化学物質の厳格な管理を引き続き適用または確立するように要請し、状況の更なる見直しを望んでいると表明した。